# 증강현실 내비게이션
증강현실 내비게이션은 기존 차량 주행 환경에 가상의 홀로그램 이미지를 적용하여 주행 정보를 운전자에게 전달하는 기술이다.

## 상세
증강현실 내비게이션은 길 안내, 목적지 표시, 현재 속도 등 기본적인 내비게이션 기능은 물론 첨단 운전자 보조 시스템이 적용된다. 헤드업 디스플레이가 차량 대시보드 위에 설치된 LCD 화면을 통해 보여주는 반면, 증강현실 내비게이션은 영상용 레이저를 전면 유리에 투영한다.

## 같이 보기
- 증강현실
- 내비게이션
- 홀로그래피
- 가상현실